# Partido de la Tierra (Galicia)
El Partido da Terra (PT) es un partido político con sede en Galicia que se postula como partidario de la democracia directa, de la desprofesionalización de la política, del decrecimento y de la soberanía y la sostenibilidad en todos los ámbitos.
El Partido da Terra se constituyó en Santiago de Compostela el 25 de julio de 2011 y fue registrado oficialmente en el Ministerio del Interior en esa misma semana. Internamente, se organiza en forma de mancomunidad, integrando organizaciones de ámbito parroquial o comarcal autogestionadas y completamente independientes en sus decisiones.

## Elecciones

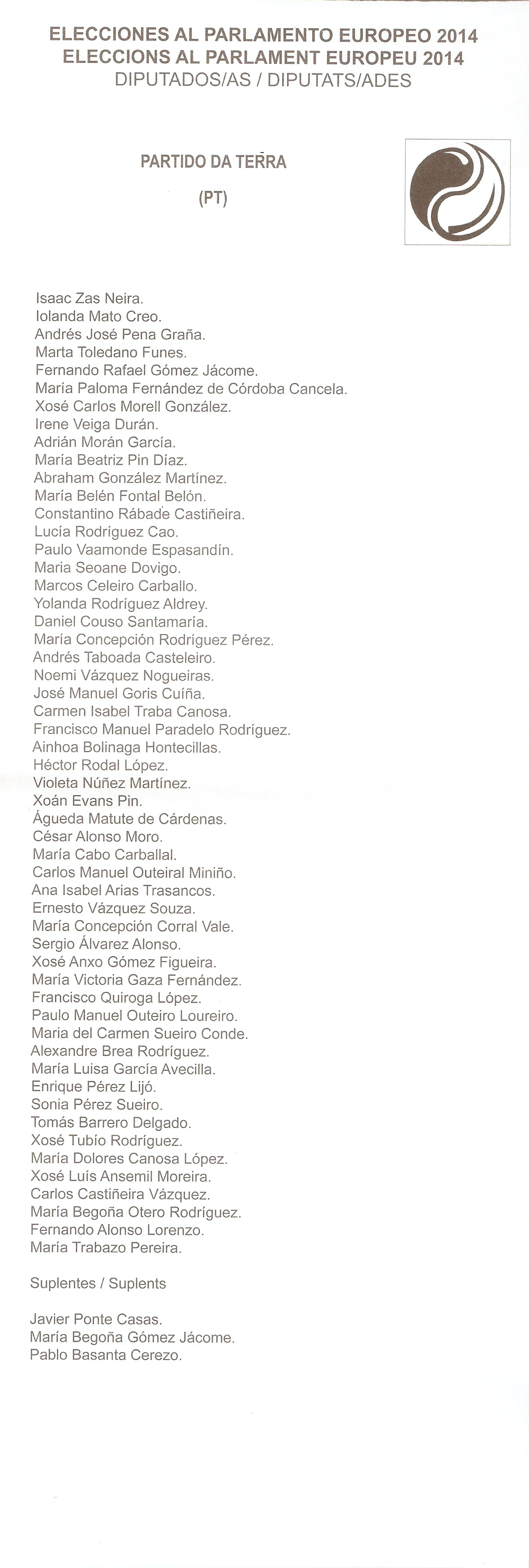
Papeleta de voto del Partido de la Terra para las elecciones europeas de 2014. Versión usada en Cataluña

El primer encuentro electoral al cual concurre el PT es a las elecciones a la Junta General del Principado de Asturias, en marzo de 2012. Se presentó sólo en el distrito electoral occidental, donde se sitúa la región gallegófona del Eo-Navia. Con apenas 18 votos, se situó cómo vigésima fuerza electoral a nivel del Principado, superando únicamente al Partido Familia y Vida. A nivel de la circunscripción occidental fue la decimocuarta.
En octubre de 2012 se presentó a las elecciones al parlamento de la Galicia, en las cuales obtuvo 3.307 votos (0,22%), situándose cómo undécima fuerza de un total de 26 grupos que concurrían a las elecciones.
En mayo de 2014 se presenta a las Elecciones al Parlamento Europeo. Para la elección de la candidatura fueron realizadas unas primarias abiertas a toda la población, donde cualquier ciudadano podía resultar elegido para formar parte de la lista. Es la única fuerza de ámbito gallego que presenta candidatura en solitario. Obtuvo finalmente 9.940 votos en el ámbito de la circunscripción única estatal.
En las Elecciones Municipales de mayo de 2015 sólo presentó candidatura propia en el ayuntamiento de Lousame, consiguiendo su primera acta de concejal con el 12,38% de los votos y situándose como tercera fuerza por detrás del PP y del PSOE. El Partido da Terra de Lousame estableció turnos de rotación de cuatro meses para cada concejal y renunció a cobrar por participar en los plenos.
En las Elecciones generales de España de 2015 sus candidaturas en las cuatro circunscripciones gallegas obtuvieron 3.026 votos al Congreso de los Diputados y 10.128 votos al Senado (de los que 7.083 se corresponden con los votos de la candidata más votada en cada circunscripción). Los candidatos más votados al Senado fueron Heitor Rodal, con 2.761 sufragios en Pontevedra, y Joám Evans Pim, con 2.390 sufragios en LLa Coruña.

## Lengua
El PT asume como propia la lengua gallega, la cual entienden como indistinta de la lengua portuguesa, usando la ortografía del Acuerdo Ortográfico de la Língua Portuguesa para escribirla. El Partido da Terra adoptó como denominaciones adicionales el nombre del partido traducido la todas las lenguas habladas en el territorio del Estado. De esta manera,las denominaciones aceptadas son Partido de la Tierra (en español), Partit de la Terra (en catalán), Lurraren Alderdia (en euskera), Partíu de la Tierra (en asturleonés), Partito de la Tierra (en aragonés), Partit de la Tèrra (en occitano), Hizb al-Ardh (en árabe) y Akabar n Wakal (en béreber).